# Blanche Estival
Pour l’article homonyme, voir Estival (homonymie).
Blanche Adeline Estival, née le 17 janvier 1902 dans le 11e arrondissement de Paris et morte le 7 juin 2002 à Ivry-sur-Seine, est une actrice française de cinéma.

## Biographie
En dehors des rôles qu'elle a interprété dans une dizaine de films tournés au début des années trente, on sait peu de choses sur Blanche Estival.

## Filmographie
- 1930 : Accusée, levez-vous ! de Maurice Tourneur (non créditée)
- 1930 : Méphisto, film en 4 épisodes d'Henri Debain et Georges Vinter
- 1930 : La Maison jaune de Rio de Karl Grune et Robert Péguy (non créditée)
- 1931 : Atout cœur d'Henry Roussel
- 1931 : Partir de Maurice Tourneur (non créditée)
- 1933 : Un fil à la patte de Karl Anton
- 1933 : Les Surprises du sleeping / Couchette n° 3 de Karl Anton
- 1934 : Liliom de Fritz Lang (non créditée)
- 1934 : J'épouserai mon mari, court-métrage de Maurice Labro et Pierre Weill